# 凯撒施图尔山麓恩丁根
凯撒施图尔山麓恩丁根（德語：Endingen am Kaiserstuhl，發音：[ˈɛndɪŋən ʔam ˈkaɪzɐʃtuːl]）是德国巴登-符腾堡州弗赖堡行政区埃门丁根县的城市，面积26.7平方千米，2023年12月31日人口为10,708人。